# Vinitaly
Vinitaly è un salone Internazionale del vino e dei distillati che si tiene ogni anno a Verona dal 1967, con cadenza annuale.
Si estende per oltre 95 000 m², conta più di 4 000 espositori l'anno e registra circa 150 000 visitatori per edizione, tre volte superiore a quelli delle due altre fiere europee, la francese Vinexpo di Bordeaux e la tedesca ProWein di Düsseldorf, raccogliendo produttori, importatori, distributori, ristoratori, tecnici, giornalisti e critici del settore.

## Descrizione
Ogni anno ospita oltre cinquanta degustazioni tematiche di vini italiani e stranieri e propone un programma convegnistico che affronta le principali tematiche legate alla domanda ed offerta del mercato del vino, le analisi sono condotte dell'Osservatori di Vinitaly Studi&Ricerche.
Oltre alle aree espositive dedicate ai produttori di vino, il salone si compone di seminari, punti vendita ed aree espositive speciali per promuovere il Made in Italy e far conoscere sul mercato le aziende emergenti. Nel contesto di Vinitaly si organizzano concorsi e premi internazionali, i più famosi: il Concorso Enologico l'Internazionale, International Packaging Competition e il Premio Internazionale Vinitaly che assieme all'International Wine and Spirit Competition promuove la divulgazione della cultura del vino nel mondo. In contemporanea al Salone del vino si tengono: Sol&Agrifood Salone dell'Agroalimentare di Qualità, ed Enolitech, Salone Internazionale delle Tecniche per la Viticoltura, l'Enologia e delle Tecnologie Olivicole ed Olearie.
Vinitaly inoltre organizza il fuorisalone Vinitaly and the City, evento winebar che si tiene nel centro storico di Verona. Vinitaly svolge anche la funzione di ambasciatore del vino italiano nel mondo attraverso Vinitaly International che organizza eventi nei principali mercati internazionali.

## Cronologia

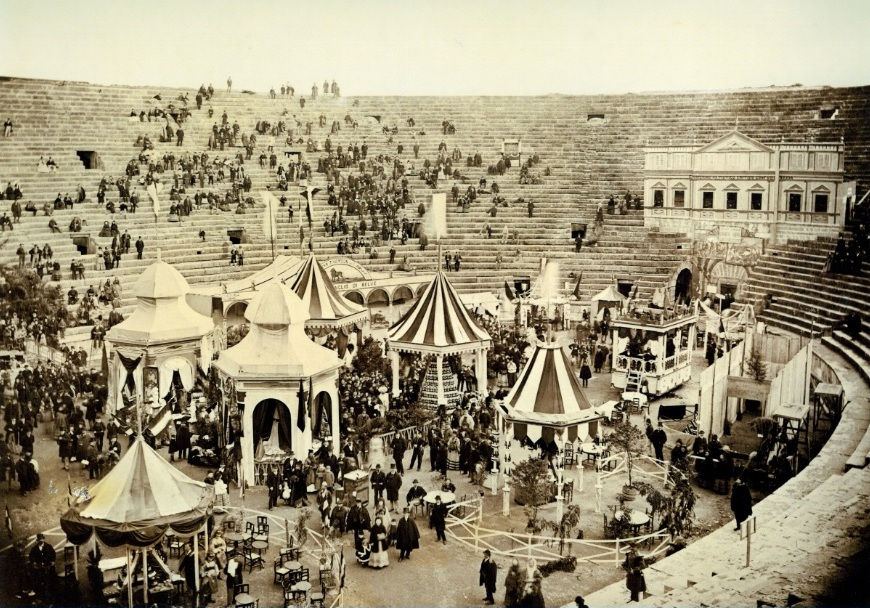
Prima esposizione enologica veronese

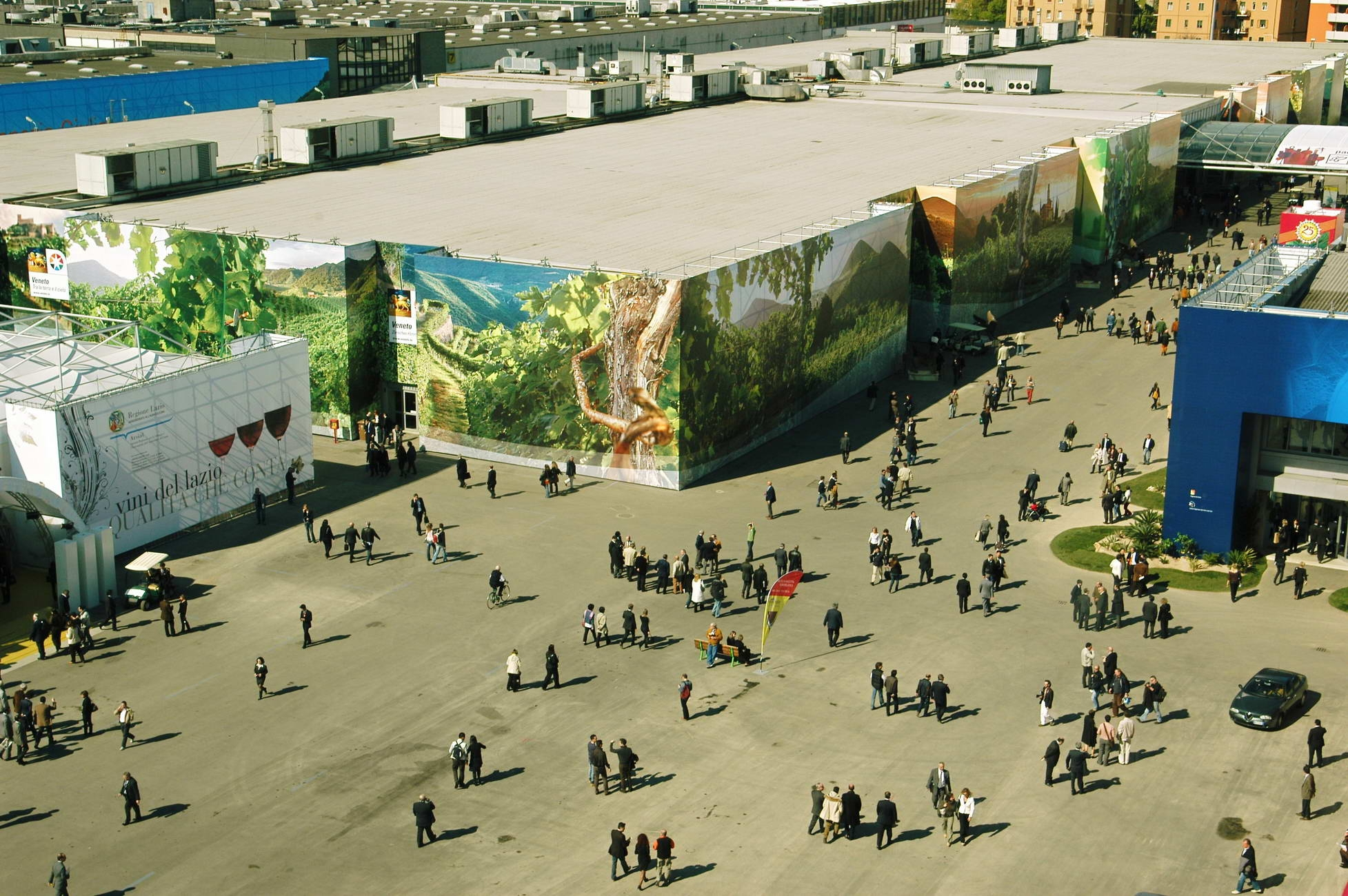
I padiglioni visti dall'alto nel 2008

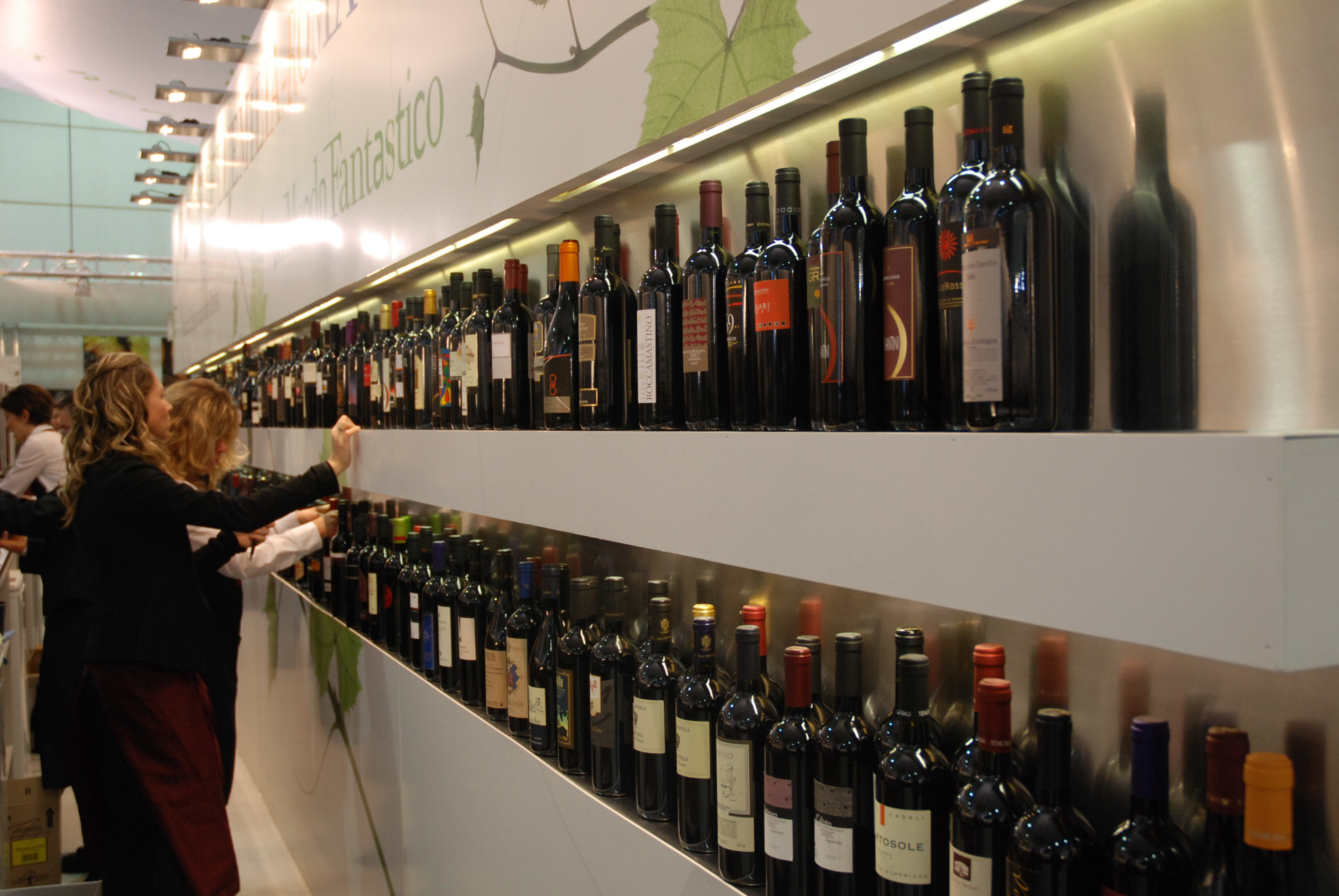
L'edizione del 2009

- 1867: prima esposizione enologica veronese nell'Arena di Verona.
- 1967: il 22 e il 23 settembre si svolgono nel palazzo della Gran Guardia le Giornate del Vino Italiano. È l'atto di nascita ufficiale di Vinitaly.
- 1969: nella terza edizione delle Giornate del Vino Italiano, accanto all'attività convegnistica, 130 case vinicole espongono i loro prodotti.
- 1971: la manifestazione assume il nome di Vinitaly – Salone delle Attività Vitivinicole. Al Vinitaly si affianca anche una sezione merceologica dedicata a macchine, attrezzature e prodotti per l'enologia.
- 1978: Vinitaly ottiene la qualifica di «internazionale» comprende la partecipazione di aziende estere.
- 1987: all'interno di Vinitaly nasce il primo Salone dell'Oliva.
- 1988: il Salone dell'Oliva diventa SOL. Nasce anche Distilla, il Salone della Grappa, del Brandy e dei Distillati.
- 1992: nasce il Concorso Enologico Internazionale.
- 1995: Vinitaly assorbe Distilla e assume la denominazione Vinitaly - Salone Internazionale del Vino e dei Distillati.
- 1996: nasce l'International Packaging Competition, per premiare il miglior abbigliaggio del vino.
- 1998: Nasce China Wine. Il settore delle attrezzature dedicate al vino e all'olio diviene una rassegna ad hoc, Enolitech, il Salone delle Tecniche per la Viticoltura, l'Enologia e delle Tecnologie Olivicole ed Olearie.
- 2002: a giugno VeronaFiere porta Vino&Olio a Singapore.
- 2003: dopo una prima esperienza nel 2002, la rassegna raggiunge l'America con Vinitaly US Tour a Chicago e San Francisco, e partecipa ad IFOWS, l'Italian Food and Wine Show di Mumbai, in India.
- 2004: il marchio Vinitaly viene speso direttamente, per la prima volta, dopo sei anni di presenza, in Cina e in Russia.
- 2006: Vinitaly Presenta due nuovi padiglioni espositivi (10 e 11) e amplia la presenza sui mercati esteri grazie a Vinitaly Japan, in novembre a Tokyo, alla prima edizione con il marchio Vinitaly in India, a Mumbai e New Delhi, alla terza in Russia con San Pietroburgo insieme a Mosca, a Vinitaly US Tour (a Chicago, Los Angeles e Las Vegas) e a Vinitaly China a Shanghai (Cina). Il Concorso Internazionale di Packaging apre ai liquori e distillati ottenuti da frutta diversa dall'uva; nel 2005 aveva accolto i distillati provenienti dai prodotti vitivinicoli.
- 2009: Dopo la positiva esperienza del 2008 di Agrifood Club viene deciso il definitivo ampliamento dell'offerta merceologica a favore degli operatori esteri interessati, oltre che al vino con Vinitaly e all'olio extravergine di oliva con Sol, a tutto il made in Italy agroalimentare.
- 2010: Vinitaly World Tour cambia format per diventare Vinitaly in the World, dopo l'accordo tra il Ministero delle politiche agricole alimentari e forestali e Veronafiere.